# Tahar Ben Jelloun
Tahar Ben Jelloun (în arabă طاهر بن جلون) este un scriitor, poet și pictor marocan născut la 1 decembrie 1944 sau 1947. Autorul explică faptul că tatăl său, pentru a-l putea înscrie la grădinița bilingvă franco-marocană din Fez, Maroc, l-a trecut în acte cu trei ani mai mare. . El este titularul Premiului Goncourt pentru romanul său La Nuit Sacrée (Noaptea sacră).

## Biografie
După ce a urmat o școală elementară bilingvă arabo-francofonă, a studiat la liceul francez din Tanger până la vârsta de 18 ani, apoi a studiat filosofie la Universitatea Mohammed V din Rabat, unde a scris primele sale poezii adunate în Oameni sub un văl al tăcerii (1971). 

A predat apoi filozofia în Maroc. Dar, în 1971, după arabizarea predării filosofiei, el a trebuit să plece în Franța. S-a mutat la Paris pentru a-și continua studiile de psihologie.
Începând cu 1972, scrie numeroase articole pentru cotidianul Le Monde. În 1975 obține un doctorat în psihiatrie socială. Scrierile sale vor beneficia de pe urma experienței sale de psihoterapeut (La Réclusion solitaire, (Izolarea)1976). În 1985 a publicat romanul L'Enfant de sable (Copilul de nisip) care îl face celebru.
A câștigat Premiul Goncourt în 1987 pentru La Nuit sacrée (Noaptea sacră), o continuare a Copilului de nisip. În 2003 și-a anunțat candidatura la Academia Franceză, dar și-a retras-o luna următoare. În 2008 a fost ales membru al Academiei Goncourt, înlocuindu-l pe François Nourissier, care a demisionat.
Participă în octombrie 2013, la un colocviu internațional la Senatul din Paris pe tema Islamul Luminilor de  cu Malek Chebel, Reza, Olivier Weber, Abdelkader Djemaï, Gilles Kepel și  Barmak Akram.
El a scris mai multe lucrări pedagogice (cum ar fi Rasismul, explicat fiicei mele, 1998, sau Islamul explicat copiilor 2002), și este solicitat în mod regulat pentru intervenții în școli și universități marocane, franceze și europene.
În noiembrie 2015, părăsește Editura Bompiani care i-a publicat lucrările în limba italiană și fondează la Milano Editura La nave di Teseo, o editură nouă, împreună cu Umberto Eco.

## Opere
- Les Cicatrices du soleil, 1972
- Hommes sous linceul de silence, 1971
- Harrouda, 1973 - rééd. Gallimard, 2010
- La Réclusion solitaire, 1976
- Les amandiers sont morts de leurs blessures, poèmes, 1976, Premiul Prieteniei Franco-Arabe⁠(d) 1976
- La Mémoire future, Anthologie de la nouvelle poésie du Maroc, 1976
- La Plus Haute des solitudes, 1977
- Moha le fou, Moha le sage, 1978, prix des Bibliothécaires de France, prix Radio-Monte-Carlo 1979
- À l’insu du souvenir, poèmes, 1980
- La Prière de l'absent, 1981
- L’Écrivain public, récit, 1983
- Hospitalité française, 1984
- La Fiancée de 12, suivie d'Entretiens avec M. Saïd Hammadi ouvrier algérien, théâtre, 1984
- L’Enfant de sable⁠(d), 1985
- La Nuit sacrée⁠(d), 1987, prix Goncourt
- Jour de silence à Tanger, récit, 1990
- Les Yeux baissés, roman, 1991
- Alberto Giacometti, 1991
- La Remontée des cendres, poème (édition bilingue, version arabe de Kadhim Jihad), 1991
- L’Ange aveugle, nouvelles, 1992
- Éloge de l'amitié1994
- L’Homme rompu, 1994
- La Soudure fraternelle, 1994
- Poésie complète, 1995
- Le premier amour est toujours le dernier, nouvelles, 1995 ISBN: 978-2-02-030030-8
- Les Raisins de la galère, 1996 ISBN: 978-2-213-59474-3
- La Nuit de l'erreur⁠(d), roman, 1997
- Le Racisme expliqué à ma fille⁠(fr)[traduceți], 1997
- L’Auberge des pauvres, 1997
- Le Labyrinthe des sentiments, 1999
- This Blinding Absence of Light⁠(d), 2001 ISBN: 978-2-02-053055-2
- L’Islam expliqué aux enfants, 2002
- Amours sorcières, 2003 ISBN: 978-2-02-063887-6
- Le Dernier Ami, 2004 ISBN: 978-2-02-066267-3
- La Belle au bois dormant, 2004 ISBN: 978-2-02-063999-6
- Partir[14], 2006 ISBN: 978-2-07-077647-4
- Yemma, 2007 ISBN: 3827007585
- L'École perdue, 2007, Gallimard Jeunesse⁠(d)
- Sur ma mère, 2008 ISBN: 978-2070776467
- Au pays, 2009 ISBN: 978-2070119417
- Amine dans Au nom de la fragilité - Des mots d'écrivains de Charles Gardou (collectif), 2009, Éditions Érès⁠(d)
- Le texte d'un album-photo : Marabouts, Maroc, 2009, Éditions Gallimard ISBN: 978-2070127047
- Beckett et Genet, un thé à Tanger, 2010, Éditions Gallimard ISBN: 978-2070130030
- Jean Genet, menteur sublime, 2010, Éditions Gallimard ISBN: 978-2070130191
- Par le feu, 2011, Éditions Gallimard ISBN: 978-2070134885
- L’Étincelle — Révolte dans les pays arabes, 2011, Éditions Gallimard ISBN: 978-2070134717
- Que la blessure se ferme, 2011, Éditions Gallimard ISBN: 978-2070137343
- Le Bonheur conjugal, 2012, Éditions Gallimard
- Au seuil du paradis, 2012, Éditions des Busclats⁠(d)
- L'ablation⁠(d), 2014, Gallimard, coll. « La Blanche », 144 p.
- Mes contes de Perrault⁠(d), 2014, Éditions du Seuil⁠(d) ISBN: 978-2-02-116226-4
- Qui est Daech?, avec Edgar Morin⁠(d), Régis Debray⁠(d), Michel Onfray, Olivier Weber, Jean-Christophe Rufin et Gilles Kepel⁠(d) (Philippe Rey, 2015)
- Contes Coraniques, 2015
- De l'Islam qui fait peur, 2015
- Le Mariage de plaisir, Gallimard, coll. « La Blanche », 2016 ISBN: 978-2-07-017823-0
- Le Terrorisme expliqué à nos enfants, Éditions du Seuil⁠(d), coll. « Explique A », 2016 ISBN: 978-2021320572
- Un pays sur les nerfs, Éditions de l'Aube⁠(d), coll. « Le 1 en livre », 2017

## Premii și distincții

### Premii
- 1976: premiul franco-arab pentru colecția sa de poezii, Migdalii au murit din cauza rănilor
- 2005: Premiul Ulysse pentru totalitatea operei sale.
- iunie 2004: Premiul IMPAC, înmânat la Dublin
- 1987: Premiul Goncourt pentru Noaptea sfântă
- Premiul Internațional de poezie Argana,  Casa poeziei din Maroc[15].
- 21 iunie 2011: Premiul păcii Erich-Maria-Remarque pentru eseul său Scânteia — Revoltă în țările arabe.

### Omagii
Asteroidul (29449) Taharbenjelloun a fost numit în onoarea lui. 

## Luare de poziție în societatea franceză
În Le Monde de luni, 6 septembrie 2010, Tahar Ben Jelloun a adresat o „Scrisoare Președintelui Republicii”, invitându-l la mai mult discernământ în comentariile sale (Nicolas Sarkozy s-a exprimat la Grenoble cu privire la posibilitatea de a revoca cetățenia franceză unei persoane care a comis o infracțiune gravă). El a ținut să-i reamintească poziția sa de Șef de Stat și de utilizarea pe care el ar trebui să o dea acestei poziții, având în vedere valorile Republicii Franceze și ale constituției franceze.